# Књижарство и штампарство у Чачку
Књижарство и штампарство у Чачку је почело да се развија половином 19. века и траје и дан данас. Чачак је град са израженом културном традицијом и богатом историјском прошлошћу. У њему је једна од најстаријих гимназија у региону, а самим тим и град са великом традицијом писмености и образовања.Из чачанске гимназије потекли су многи писци, песници, уметници и научни радници ( Бранко В. Радичевић, Владислав Петковић Дис, Надежда Петровић, Радмила Бакочевић, Пуриша Ђорђевић, Соња Савић, браћа Теофиловић, Михаило Ђоковић-Тикало, Радомир Михаиловић Точак, Бора Ђорђевић, Владан Матијевић...)

## Чачанско књижарство до Првог светског рата

### Почетак књижарства у Чачку
Чачак је средином 19. века био трговачки, занатлијски и кафански град у коме је куповна моћ била слаба. У чачанском крају радило је само неколико основних школа. Претеча Градскe библиотекe „Владислав Петковић-Дис” било је читалиште отворено 1848. године.
Књиге су углавном продавали књижари торбари. У Србији се почело манипулисати ценама књига, пре свега уџбеницима, због тога је Попечитељство просвештенија именовало Милоша Поповића за главног првог књижара 1852. године. У Чачку је за цео округ био одговоран трговац Мића Милијановић . Он је продавао уџбенике и канцеларијски материјал за писање, али не и књижевна дела.

### Закон о Књижарској радњи и први књижар у Чачку
Закон је усвојен 14. јула 1878. године, управа Државне печатње по свим окрузима у Србији склопила је уговоре са књижарима, овлашћеним за продају књига. Из тог документа сазнаје се да је књижару у Чачку поседовао трговац Никола Радовановић, коме се књижара налазила у данашњој Кужељевој улици. Књижара је била трошна и од слабог грађевинског материјала. Радовановић је поред свог удела у раду књижаре имао и заслугу за постављање тротоара око радњи. У књижари је углавном продавао уџбенике, песмарице и понеку другу књигу из лепе књижевности. Након његове смрти 29. октобра 1904. године, књижара је припала његовом синовцу Вујадину Радовановићу.
Поред Николе Радовановића, као чачански књижари помињу се и браћа Шљивићи. Браћа Шљивићи су према једној реклами у чачанском листу Полет, од 1. фебруара 1924. године у својој радњи-књижари нудили: свеће од чистог воска, жуте и беле свеће за свадбе; чист природан мед; бомбоне, чоколаде и ратлуке; школске књиге и материјал; слике за украс домова; кандила и посметне венце; металне електричне лампе...

### Остали чачански књижари
Други чачански књижар био је Војислав М. Андрић. Није утврђено где му се налазио књижарски дућан, узет под закуп. Потом је отворио књижару близу центра вароши, али се књижарством у Чачку бавио само три године и потом је отишао за Ваљево.
Још један забележени књижар био је Стеван Хаџи Поповић, али и он се убрзо одселио из Чачка и у Крагујевцу отворио издавачку књижару.
Нови чачански књижар постаће Исаило А. Петровић.

## Исаило А. Петровић
Рођен је 29. јануара 1865. године у Крушевцу, изучио је књиговезачки занат негде у Румунији. Говорио је више страних језика. Крајем 80-их година доселио се у Чачак. Књижару у Чачку је отворио 1888. године на Великој пијаци (данашњи Трг Жупана Страцимира), у својој кући, грађеној на спрат. У приземљу се налазила књижара са књиговезницом и мањом штампаријом. Објавио је 1894. године књигу Емила Золе „Из љубави”, штампану у Београду. Исаило је поред књиговезнице отворио и књижару у којој је држао поред школских уџбеника, разних књига из лепе књижевности наших и страних писаца и писаћи материјал. Осим тога, његов посао био је и повезивање књига и протокола за надлештво општине Чачак. Поред лоше продаје књига и канцеларијског материјала у Србији, Петровић је након отварања књиговезнице и књижаре убрајан међу богатије Чачане.
Његова радња је носила званичан назив: Краљевска српска повлашћена књижара Исаила А. Петровића. Била је добро снабдевена књигама из белетристике, уџбеницима, разним канцеларијским материјалом и школским прибором, као што су: хартија, љубичасто мастило и антрацен, оловке, креде, разни обрасци за деловоднике и друге административне књиге. Продавао је и књиге у претплати, а пакети са порученом робом слати су школама, судовима, општинама и појединцима из даље и ближе околине Чачка.
Петровић је књижарски материјал набављао у више земаља Европе и држао је књижару и књиговезницу све до своје смрти.
Исаило А. Петровић је 1. јуна 1888. године обавестио грађанство да је отворио и штампарију (са две ручне штампарске машине "Бостон"). Штампао је визит-карте, трговачка писма, извештаје, јеловнике и "рапорте за господу гостионичаре", позиве за свадбе и забаве, посмртнице... Штампао је и седам књига, међу којима је најпознатија „Јован Хус”, М.М. Филипова, а једну је потписао као издавач.
Због спора са Стеваном Матићем, који је своју штампарију пренео из Горњег Милановца у Чачак, Петровић је добио забрану за бављене штампарством. Због тога је он своју штампарију 1900. године издао под закуп Владимиру С. Стевановићу и Петру Т. Лилићу, који су за разлику од Петровића били квалификовани за штампарски посао.
Страдао је у Првом светском рату 25. новембра 1914. године код села Брестовика. Сахрањен је код цркве у Коларима.
Његовим именом је названа награда коју Градска библиотека "Владислав Петковић-Дис" , од 2000. године додељује аутору за најнадахнутије ликовно обликоване књиге објављене у Чачку. Први добитник је Зоран Јуреш, члан УЛУС-а, власник издавачке куће Графика Јуреш.

## Повлашћени књижари
Попис Србије у последњим деценијама 19. века помиње двојицу државних књижара у Чачку. Имали су повлашћен положај у продаји књига ( посебно уџбеника ) државне штампарије. Такође су продавали и писаћи, канцеларијски материјал и уџбенике. Од 1892. до 1900. године у Чачку су то били Никола Радовановић и Исаило А. Петровић. После 1900. године они постају овлашћени књижари. Никола Радовановић до своје смрти 1904. године, али не и његов наследник Вујадин Радовановић. Петровић остаје повлашћени књижар до 1907. године. У међувремену тај статус добијају и неки други Чачани. Од 1905. године су то Јеврем Јововић и Милутин Шибалић. Није утврђено где су се налазиле њихове књижарнице. Реална претпоставка је да су биле у центру вароши, код школе и државних надлештава или на Великој пијаци. У 1909. и 1910. години је статус повлашћеног књижара имао и Радивоје А. Павловић. У књижари која је претходно била власништво Исаила А. Петровића попис помиње Анастаса Ђ. Костадиновића.
Године 1915. уследио је наставак Првог светског рата, а време окупације није погодовало књижарству.

## Штампарије у Чачку
Штампарије у Чачку отварају се релативно касно у односу на друге градове, ипак чачанско штампарство се не разликује битно од других градова јер је оно настало као последица сличних друштвених услова који су били карактеристични за унутрашњост Србије у другој половини 19. века.

### Прва штампарија
Прву штампарију у Чачку отворио је већ поменути Исаило А. Петровић. У чачанском Народном музеју чувају се разгледнице старог Чачка издате у Петровићевој књижари.

### Стеван Матић
Стеван Матић је био први квалификовани типограф који је имао штампарију у Горњем Милановцу још 1893. године, одакле се доселио у Чачак крајем 1898. године, тако да је он највише заслужан за скоро све што је штампано у периоду од пола века.

### Друга штампарија
Друга по значају штампарија, отворена је у Чачку 1924.године била је филијала Славка Г. Петровића, ужичког штампара, који је продао штампарију у Ужицу и прешао у Чачак. Повећане потребе града условиле су да ове штампарије имају довољно посла и успешно раде до Другог светског рата.
Удео у чачанском штампарству има и Бранислав Л. Петровић, књижар који је тридесетих година имао у Чачку издавачку књижару и малу штампарију у њој. Поред разних формулара штампао је само три броја часописа „Освит” .

### Штампарство
Привредни, културни и политички развој града условљавао је и штампарске потребе грађана. У првој половини 20. века највише су штампани плакати разних удружења, политичких странака, затим визит-карте, позивнице за балове и свадбе, писма, коверте, објаве, посмртнице, улазнице, огласи, ценовници, јеловници, налепнице, разни формулари, честитке, срећке. Штампане су и књиге, брошуре, часописи и листови, али у много мањем броју.
Политичке прилике су у великој мери утицале на појаву листова 1941. године, њихово излажење најчешће је било краткотрајно. Обично су се појављивали пред изборе и после њих се гасили. У том погледу карактеристична је 1935. година када се појавило чак седам листова. Најдуже су излазили „Чачанска окружна самоуправа” ( девет година ), „Рудничка самоуправа” ( осам година ), „Драгачево”( шест година ), „Чачански глас” ( четири године ) и часописи „Преглед цркве епархије Жичке”( двадесет година ) и „Школски радник”( шест година ).
Од књига највише су штампана правила разних удружења и банака, затим школски и банкарски извештаји и књиге религиозне садржине из Жичке библиотеке „Свети Лазар”. У Чачку своје књиге нису штампали познати књижевници пореклом из овог града, већ они који су ту живели и радили неко време као службеници или професори гимназија и који у историји не заузимају истакнута места. Најпознатији међу њима је Војислав Илић-Млађи, а затим Недељко Гиздавић, Велисав Јањић, Јелисије Андрић и многи други.
Треба поменути и ауторе књига о прошлости Чачка као што су Радомир Илић, Радомир Кречковић, Драгослав Митровић и Драгомир Поповић.
За књиге штампане до 1941. године карактеристична је лоша техничка и штампарска опремљеност, мали обим и само неколико их има више од 150 страна. Све оне имају првенствено документарну, културну и историјску вредност, а мање научну или књижевну.
Издавачко-штампарска делатност у Чачку у првој половини двадесетог века развијала се сразмерно друштвеним условима карактеристичним за унутрашњост Србије тог времена. За развој штампарства у Чачку и околини од пресудног је значаја појава Стевана Матића.

## Књижарство и штампарство новијег доба
Чачак је деценијама уназад имао бар једну или више добрих књижара. Једна од најстаријих је књижара Раде Азањац. Некада добро снабдевена Нолитова и Просветина књижара где су без закашњења стизала најновија издања, некада из бивше Југославије, од свих водећих југословенских издавача. Ове старе књижаре, у складу са модерним токовима замениле су књижаре Лагуне, Вулкана и Службеног гласника, али је и даље жива и успешна једина права и богата књижара по укусу града, књижара Речи, смештена у строгом центру града на Тргу Устанка број 2 у згради Дома културе, који још увек преставља културну жилу града. Овом књижаром руководи један од најстаријих чачанских књижара, чувени Раде Василић, кога по свему наслеђује Саво Стјеповић, и сам писац и аутор више награђених романа, а аутор је београдског издавача Дерета.
Некада је Чачак имао једну или две старе штампарије, а сада има више младих приватних штампарија.
У Чачку је пре више од четрдесет година покренут часопис Градац којим руководи Бранко Кукић, један од водећих српских интелектуалаца. Из уметничког друштва Градац потичу и стотине изврсних публикација. Издавачка кућа Градац добила је награду „Глигорије Возаровић” као најбољи издавач у 2001. години.
У Чачку ствара и издаје предивне дечје књиге Пчелица, основана 2003. године.
Деценијама постоји и издавачка кућа Легенда, основана 1997. године и обавља издавачку делатност у оквиру десет библиотека.
Сви ови подаци указују на то да је Чачак као град увек имао живо интересовање за књигу.